# Kenneth Herdigein
Kenneth Herdigein (Paramaribo, 12 juni 1959) is een Nederlandse acteur van Surinaamse afkomst, hij is zoon van Olton van Genderen. Herdigein kwam op zijn 13e jaar naar Nederland en ging in 1979 naar de toneelschool in Amsterdam en kwam daarna bij Het Werkteater. 
Hij is vooral bekend van zijn rollen in verschillende televisieseries, zoals Opzoek naar Yolanda, We zijn weer thuis, Zeg 'ns Aaa, Unit 13 en Goede tijden, slechte tijden. Vanaf 2005 is Herdigein regelmatig te zien in Keyzer & De Boer Advocaten als rechter Fischer. Ook speelde hij de rol van Howard Blokland, de vader van scholieren Avalanche en Shanti in de jeugdserie SpangaS.
Herdigein is ook bekend door zijn vele rollen in het Nederlandse theater. Zo speelde hij Nelson Mandela in de Amandla! Mandela in 2009/2010.

## Carrière

### Film en Televisie
- An Bloem (1983) - Rol barman
- Moord in extase (1984) - Bewaker
- Opzoek naar Yolanda (televisieserie) - Rik Rollinga (6 afl., 1984)
- Plafond over de vloer (televisieserie) - Rik Rollinga (afl. In de soep, 1986, De verloren dochter, 1986)
- Plafond over de vloer (televisieserie) - John Jeppes (afl. Addergebroed, 1986)
- Sans rancune (televisiefilm, 1987) - Agent
- Odyssée d'amour (1987) - Waldo
- Zoeken naar Eileen (1987) - Geoffrey
- Havinck (1987) - Kenneth
- Switch (televisieserie) - Robbie de drummer (afl. onbekend, 1988)
- Lost in Amsterdam (1989) - Max Binger
- De nacht van de wilde ezels (1990) - Patrick Delprado
- De Johnsons (1992) - Professor Keller
- Zeg 'ns Aaa (televisieserie) - John Wijntak (1987-1993)
- We zijn weer thuis (televisieserie) - Govert Zwanenpark (47 afl., 1989-1994)
- Bureau Kruislaan (televisieserie) - Stanley Waskind (afl. De Afrekening, 1995)
- Wittekerke (televisieserie) - Victor Dubois (afl. 100 tot 105, 1995)
- Duidelijke taal (televisieserie) - Rol onbekend (afl. Op losse schroefjes, 1997)
- 12 steden, 13 ongelukken (televisieserie) - Ronnie Mulder (afl. Geen geheimen (Bathmen), 1997)
- Unit 13 (televisieserie) - Harry Bresler (28 afl., 1996-1998)
- Baantjer (televisieserie) - Siep Wijers (afl. De Cock en de moord op de buurman, 1998)
- Leven en dood van Quidam Quidam (1999) - Ciper 1
- Baantjer (televisieserie) - André Vreugdenhil (afl. De Cock en de dode kraai, 1999)
- Ben zo terug (televisieserie) - Ken (afl. Blaffende honden, 1999, Als je haar maar goed zit, 1999, De kleur van bloed, 1999, Wat niet weet, wat niet deert, 2000, Episode 3.1, 2000)
- Paramaribo Papers (televisiefilm, 2002) - Raymond Markelo
- Weltevreden op 10: Percy's Place! (televisieserie) - Ulrich Weltevreden (afl. onbekend, 2003)
- Hartslag (televisieserie) - Kliniekschef Errol van Wou (6 afl., 2002-2004)
- Het ravijn (televisiefilm, 2005) - Bon
- Spoorloos verdwenen (televisieserie) - Lucius Spiegel (afl. De verdwenen student, 2006)
- Rollercoaster (televisiefilm, 2007) - Tuktukbestuurder
- Het geheim van de Saramacca-rivier (2007) - Prof. dr. Horatio Treurniet
- Flikken Maastricht (televisieserie) - Tonnie (afl. Britt, 2007)
- De co-assistent (televisieserie) - Patiënt (afl. onbekend, 2007)
- Kapitein Rob en het Geheim van Professor Lupardi (2007) - Commando 1
- Keyzer & De Boer Advocaten (televisieserie) - Rechter Fischer (16 afl., 2005-2008)
- Dag in dag uit - Buschauffeur (televisiefilm, 2008)
- Goede tijden, slechte tijden (televisieserie) - Stanley Mauricius (2006, 2008-2009, 2018, 2023)
- SpangaS (televisieserie) - Rechter Howard Blokland (2008-2011)
- One Night Stand Johnny Bingo - Johnny (2009)
- Verborgen Verhalen (televisieserie, 2010)
- Razend (2011) - Badmeester
- Overspel (televisieserie) - Hoofdofficier van Justitie Mengeling (2011-2015)
- Moordvrouw (televisieserie) - Willem Broekhoven
- Vechtershart - Rudi Osanto - (2015-2017)
- Gek van Oranje - Freek (2018)
- Flikken Rotterdam (televisieserie)  - Kolonel Defensie (afl. Armagedon, 2018)
- H3L (televisieserie) - Steve Welmoedt (2020-2021)
- The Spectacular (televisieserie) - Boudewijn de Rondt (afl. 3 en 4, 2021)
- Bon Bini Holland 3 - Joachim van Stralen (2022)
- Brugklas (televisieserie) - Meester (2022)
- Anoniem (televisieserie) - Directeur van de school (2022)
- Rampvlucht (televisieserie) - Pa Sem (2022)
- Totem - Kouyaté (2022)
- Flikken Maastricht (televisieserie) - Dhr. Bordeaux (2023)
- Mocro Maffia (televisieserie) - Kronto (2024)
- Opa Cor - hotelmanager (2024)